# Indotyphlidae
Los indotíflidos (Indotyphlidae) son una familia de anfibios gimnofiones compuesta por siete géneros y 22 especies. Anteriormente se consideraba incluida en Caeciliidae. Estas cecilias se distribuyen por el noreste y sur de India, islas Seychelles, Camerún y Etiopía.

## Taxonomía
Según ASW:
- Gegeneophis Peters, 1880 (12 especies)
- Grandisonia Taylor, 1968 (4 especies)
- Hypogeophis Peters, 1880 (1 especie)
- Idiocranium Parker, 1936 (1 especie)
- Indotyphlus Taylor, 1960 (2 especies) [ tipo ]
- Praslinia Boulenger, 1909 (1 especie)
- Sylvacaecilia Wake, 1987 (1 especie)